# Luchthaven Samburu
Luchthaven Samburu (IATA: UAS, ICAO: HKSB) is een luchthaven in Samburu, Kenia.

## Luchtvaartmaatschappijen en bestemmingen
- Airkenya Express - Masai Mara, Nanyuki